# Río Caroní
El río Caroní es el segundo río más importante de Venezuela, con una longitud de 952 km. Nace en el Tepuy Kukenán, con el nombre de río Kukenán, y termina en su confluencia con el río Orinoco, cuenca a la cual pertenece. 
El nombre de Caroní comienza a emplearse a partir de la confluencia del río Kukenán y el río Yuruaní, a 182 km del nacimiento del Kukenán y a 770 km de su desembocadura en el río Orinoco.
Se encuentra localizado al sur de Venezuela, en el estado Bolívar, siendo el principal afluente del río Orinoco, en cuanto a caudal se refiere. La cuenca superior del Caroní está localizada en la Gran Sabana (Parque Nacional Canaima), en la Guayana Venezolana, cerca de la frontera con el Brasil.

## Cuenca del Caroní
La cuenca del río Caroní abarca unos 92169 km² y forma parte, a su vez, de la cuenca del Orinoco, el río más importante de Venezuela. Está constituida por dos grandes ríos, de características hidrográficas muy similares: el propio Caroní y su afluente el río Paragua. Son ríos con un curso escalonado, en el que numerosos saltos y raudales se intercalan con tramos de curso lento y pendiente escasa, donde se presentan muchos meandros y lagos en herradura. Entre los saltos más importantes de estos ríos y sus afluentes pueden citarse el Salto Ángel, el de mayor altura del mundo (979 m de caída libre) y el Salto Cuquenán (el décimo a escala mundial, con 610 m de caída libre), además de otros muchos, de menor altura pero de caudal considerable, como el Salto Aponwao y el Caruay en los ríos con dichos nombres, el Torón, el Eutobarima, el salto de La Llovizna (en la primera imagen del presente artículo) y el de Cachamay, estos tres últimos en el propio río Caroní y los dos últimos, justo antes de desembocar en el río Orinoco.
La Cuenca del río Caroní, es verdaderamente única en el mundo, provee el 72 % de la energía eléctrica a todo el país y países vecinos como Brasil y Colombia y además produce el 100 % del agua de consumo de la ciudad más grande del Estado Bolívar, Ciudad Guayana, y del pueblo indígena Pemón asentado en la cuenca, entre otros servicios, (10 % del territorio nacional). Aproximadamente 245 ríos tributarios convergen en la Cuenca del Caroní, cuya desembocadura tiene lugar en la hoya del río Orinoco, perteneciente a la vertiente del océano Atlántico. El río Caroní nace en los tepuyes Roraima y Kukenán, justo en la frontera sur de Venezuela. En su territorio hay seis municipios del estado Bolívar: Raúl Leoni, Piar, Gran Sabana, Caroní, Heres y Sifontes. Además, una gran extensión de la cuenca se encuentra protegida por diversas Áreas Bajo Régimen de Administración Especial (ABRAE). Estas áreas incluyen al parque nacional Canaima, la Reserva Forestal La Paragua, la Zona de Protección de la parte sur del Estado de Bolívar, la Reserva Nacional Hidráulica de Ikabarú, varios monumentos nacionales aislados y la Zona de Seguridad Fronteriza.

## Régimen hidráulico
El río Caroní es unos de los ríos más caudalosos del mundo, en comparación con la extensión de su cuenca. Su caudal promedio ronda los 4850 metros cúbicos por segundo, teniendo variaciones en el caudal debido a los cambios de temporada de lluviosa a seca. Su caudal promedio máximo es de 6260 m³/s y mínimo de 3570 m³/s, donde los extremos históricos registrados llegan a 17 576 m³/s y 188 m³/s. El río Caroní aporta alrededor del 15.5 % del caudal total del río Orinoco. Una característica de sus aguas es el color oscuro debido a los altos niveles de ácido húmico de la descomposición incompleta del contenido fenólico de la vegetación. 
En el curso del río se encuentra La Estrechura del Caroní, un peculiar fenómeno fluvial debido al represamiento de sus aguas cuando pasan atravesando un8 estrato de arenisca de la margen derecha a un nivel inferior del propio río. La anchura de dicho paso es de apenas unos 70 m, lo que explica su gran profundidad y la velocidad que alcanzan sus aguas en este punto. Una excelente ubicación para una central hidroeléctrica de grandes proporciones que, desafortunadamente, se ha visto afectada su viabilidad por la minería antiecológica del oro, como podría verse en la siguiente imagen 6°08′57″N 62°52′40″O / 6.14929, -62.8778832, si se disminuye la escala de la misma, hacia la margen izquierda del río.

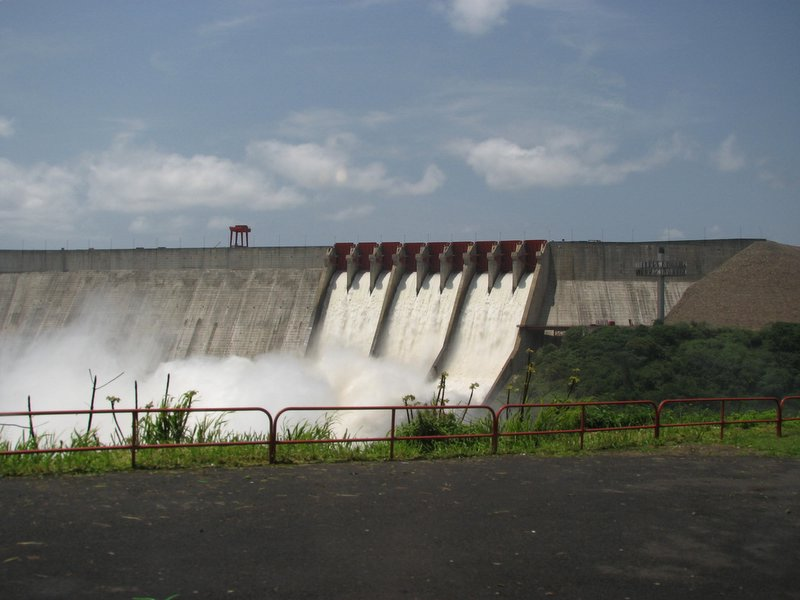
Represa de Guri en el rio Caroní, Estado Bolívar.

### Aprovechamiento hidroeléctrico
El río Caroní, debido a su caudal abundante (con un promedio anual de 4850 m³/s), su asentamiento sobre un suelo rocoso y compacto perteneciente al macizo guayanés, que da soporte a grandes estructuras y a su fuerte pendiente, es ampliamente aprovechado para la generación de energía hidroeléctrica con 6 centrales a lo largo de su curso (Macagua I, II y III, cerca de su desembocadura en el Orinoco, Caruachi a unos 30 km aguas arriba, Tocoma (en construcción) y, por último, la represa de Guri, en el cañón de Necoima o Necuima, a casi 80 km de Puerto Ordaz). Esta última represa ha generado el embalse de Guri o lago de Guri, con unos 4000 km² de extensión, en la parte intermedia del río. La central hidroeléctrica de Guri tiene una capacidad de generación unos 10 millones de kW, la tercera a escala mundial, después de la de las Tres Gargantas, en China, y la de Itaipú, en el río Paraná. Además, existen sitios a lo largo del río donde se pueden construir nuevas represas con fines hidroeléctricos.

## Turismo

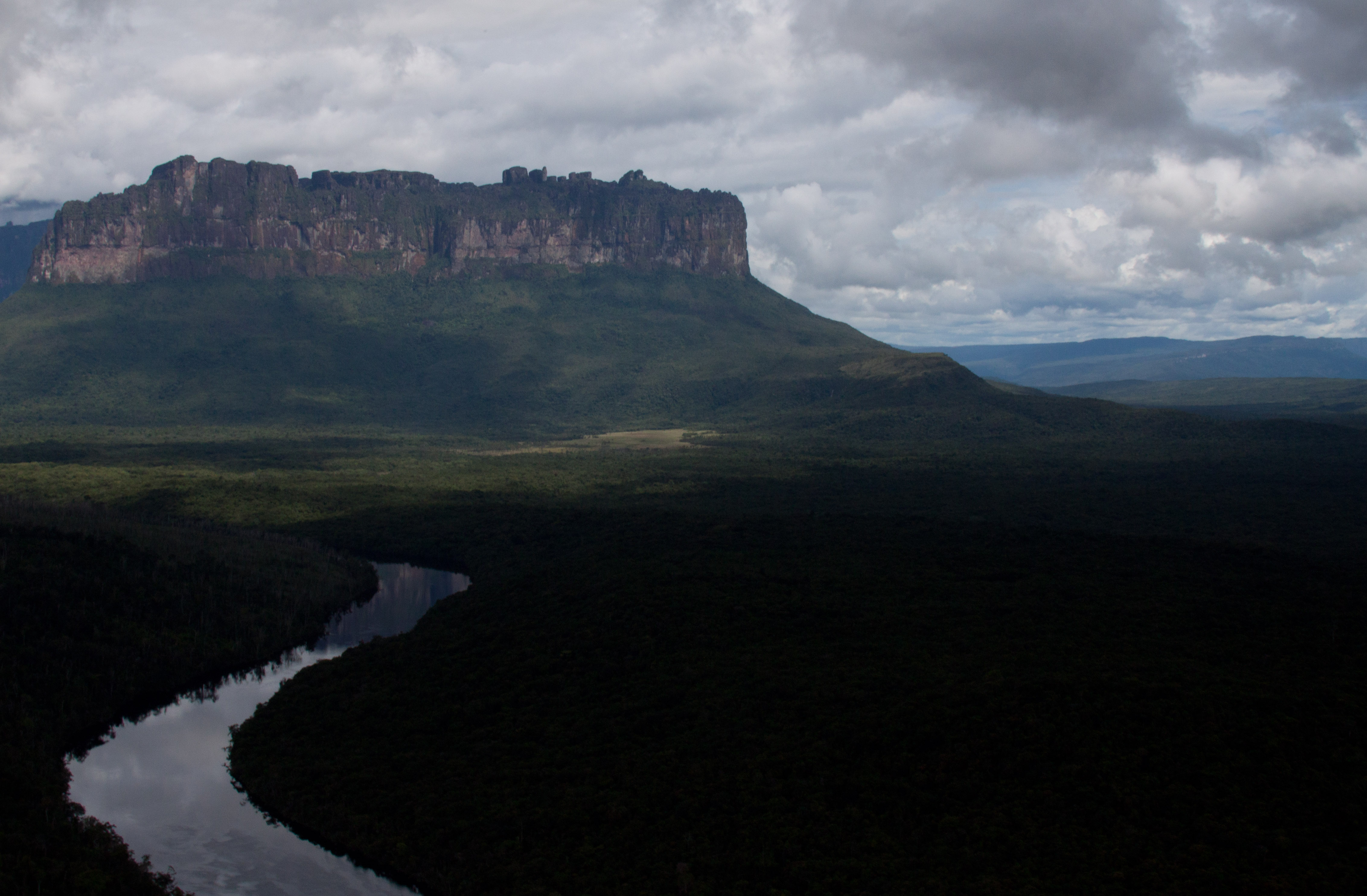
Vista del Auyantepuy y el rio Caroní

La cuenca del Caroní es una región que por sus características, es buena para el turismo de aventura: paisajes de selvas y de sabanas, innumerables cataratas y saltos de agua, cañones profundos y mesetas elevadas, ríos caudalosos de aguas sumamente limpias (de color oscuro, casi negro, cuando son muy profundas), playas con arenas rosadas, etc. Entre los atractivos más notables de la cuenca del Caroní, desde el punto de vista turístico, se encuentran los saltos del Aponguao, del Kamá (Kamá Merú en pemón), Eutobarima (en el propio río Caroní, aunque de difícil acceso), el Lago y la Central hidroeléctrica de Guri, los Parques del Salto de la Llovizna y el de Cachamay en la propia Ciudad Guayana, el Auyantepuy con el Salto Ángel y el magnífico desfiladero de Kavak, los tepuyes del Roraima y del Kuquenán, etc.

### Parques nacionales
En la cuenca alta de los ríos que forman el Caroní (Aponguao, Cuquenán y Yuruaní) se extiende La Gran Sabana, que forma parte del parque nacional Canaima.